# マテウス・ダ・クーニャ・ゴメス
マテウス・インジオ（Matheus Índio）こと、マテウス・ダ・クーニャ・ゴメス（Matheus da Cunha Gomes 、1996年2月28日 - ）は、ブラジル・リオデジャネイロ出身のプロサッカー選手。ボタフォゴ-SP所属。ポジションは、ミッドフィールダー（攻撃的ミッドフィールダー）。

## クラブ歴
2008年からCRヴァスコ・ダ・ガマの下部組織に在籍し、2013年にはアーセナルFCのトライアルに参加した。2014年にCAペナポレンセで選手初出場し、2015年にヴァスコ・ダ・ガマに戻った。2016年にポルトガル・プリメイラ・リーガのGDエストリル・プライアに1年間レンタル移籍した後、2017年に完全移籍した。